# Sicarius tropicus
Sicarius tropicus is een spinnensoort in de taxonomische indeling van de Vioolspinnen (Sicariidae).
Het dier behoort tot het geslacht Sicarius. De wetenschappelijke naam van de soort werd voor het eerst geldig gepubliceerd in 1936 door Cândido Firmino de Mello-Leitão.